# 名倉徹
名倉 徹（なくら とおる、Toru Nakura）は、日本の電子工学者。東京大学で学士および修士の学位を取得し、その後、同大学の大学院工学系研究科で准教授として勤務している。

## 概要
2005年、東京大学 工学部 電子工学専攻 博士課程。
2017年、東京大学 工学系研究科 電気系工学専攻 准教授。
2018年、福岡大学 学部電子情報工学科 教授就任。
LSI設計に関する研究専門家。東京大学VDEC（半導体設計教育研究センター）の特任准教授としても活動しており、LSI設計に関する講義資料を公開している。
また火星衛星探査や集積回路などに関する講演・口頭発表を行っている。

## 著書
名倉氏は、LSI設計に関する専門書『LSI設計常識講座』を著している。
この書籍は、LSI設計の基本から応用までを網羅しており、電子工学の学生や専門家にとって有益な参考書となっている。